# Woodland Hills (Utah)
Woodland Hills es una ciudad ubicada en el condado de Utah en el estado estadounidense de Utah. En el año 2010 tenía una población de 1.344 habitantes y una densidad poblacional de 189,3 personas por km². A finales de 2000 Woodland Hills fue promovida a ciudad. Woodland Hills tiene la peculiaridad de ser la población del estado de Utah con el mayor ingreso promedio por familia.

## Geografía
Woodland Hills se encuentra ubicado en las coordenadas 40°0′49″N 111°39′14″O / 40.01361, -111.65389. Según la Oficina del Censo, la localidad tiene un área total de 7,1 km² (2,7 mi²), de la cual toda es tierra.

## Demografía
Según la Oficina del Censo en 2000, habían 941 personas y 207 familias residentes en el lugar, 97.24% de los cuales eran personas de raza blanca y aproximadamente 2,4% de la población son de raza hispana o latina.
Según la Oficina del Censo en 2000 los ingresos medios por hogar en la localidad eran de $80,854, y los ingresos medios por familia eran $82,358. Los hombres tenían unos ingresos medios de $66,042 frente a los $32,361 para las mujeres. La renta per cápita para la localidad era de $25,184. Alrededor del 3% de la población estaban por debajo del umbral de pobreza.